# Eichberg, Hartberg
Eichberg là một đô thị thuộc huyện Hartberg thuộc bang Steiermark, nước Áo. Đô thị Eichberg, Hartberg có diện tích 18,47 km², dân số thời điểm cuối năm 2005 là 1223 người.